# 坳里乡
坳里乡，是中华人民共和国江西省吉安市井冈山市下辖的一个乡镇级行政单位。

## 行政区划
坳里乡下辖以下地区：
坳里村、桥边村、渡陂村和寨下村。